# Taxi en Côte d'Ivoire

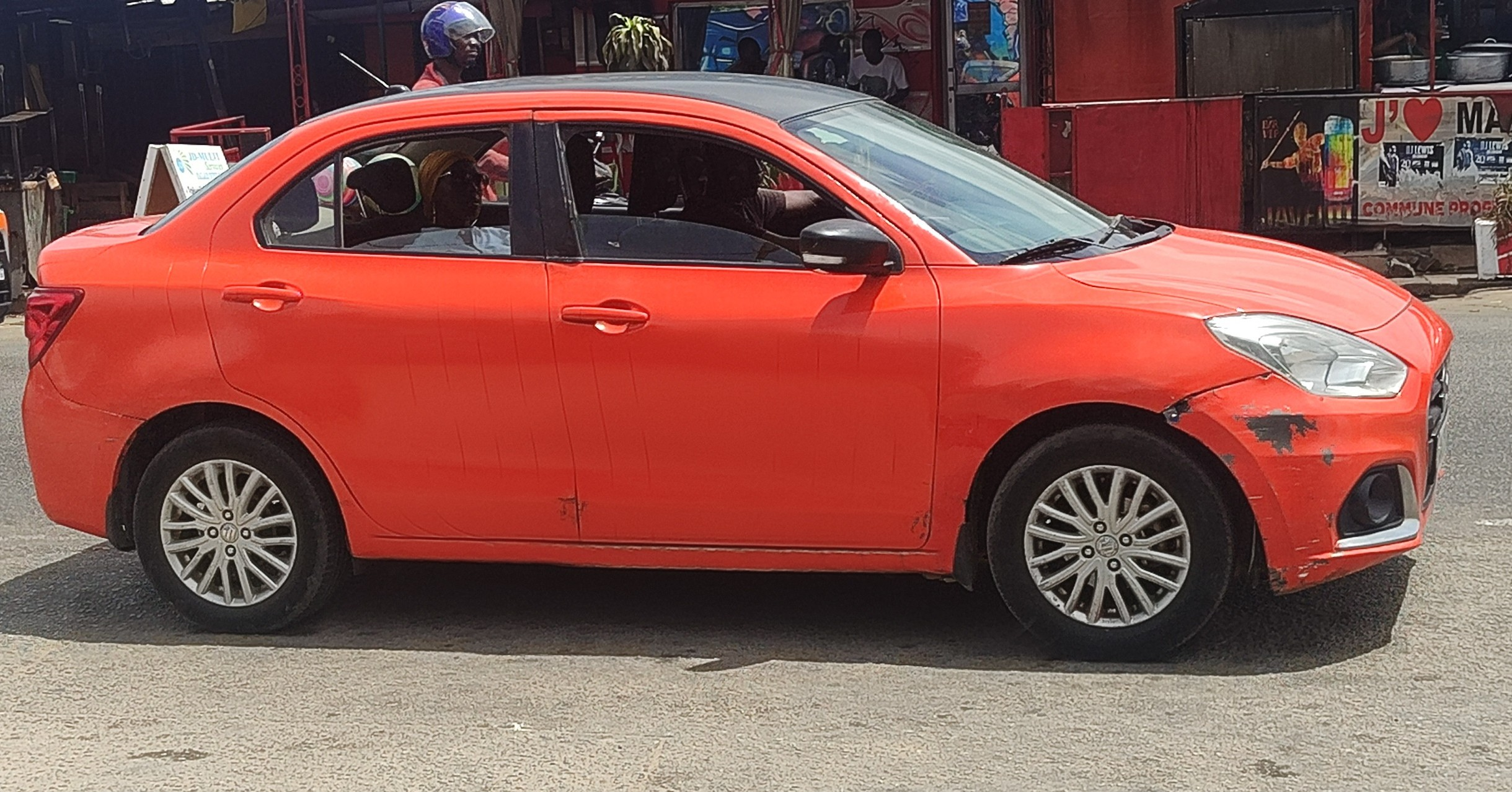
Taxi-compteur d'Abidjan

Les taxis en Côte d'Ivoire  se distinguent par leurs couleurs spécifiques et selon les différentes régions du pays.

## Description
En Côte d'Ivoire, il existe trois grands types de taxis. Premièrement le « Taxi compteur » ou taxi inter-communal, un taxi autorisé à transporter les personnes sur l'ensemble des communes d'Abidjan. Deuxièmement le « Wôrô-wôrô », un taxi collectif qui est limité à transporter les personnes dans une même commune, et troisièmement le « Taxi Brousse » un transport collectif qui relie les villes entre elles.

## Historique
L'avènement des taxis en Côte d'Ivoire remonte à plusieurs décennies. Initialement, les taxis étaient rares et réservés à une certaine élite. Avec le développement économique et urbain leur nombre a explosé, en particulier Abidjan, la capitale économique du pays.

## Caractéristiques de taxis par ville

### Abidjan
En 2010, il existe à Abidjan 5 599 wôrô-wôrô et 14 864 taxi-compteur . L'autorisation de circulation des taxi communaux ou intercommunaux se distingue par leur couleur. La couleur rouge tirant vers l'orange sont des taxi-compteur. La couleur bleue sont des wôrô-wôrô de la commune de Yopougon. La couleur jaune sont des wôrô-wôrô de la commune de Cocody. La couleur verte sont des wôrô-wôrô des communes de Marcory, Koumassi et Adjamé. La couleur belge avec deux bandes marron sont des wôrô-wôrô d'Abobo. La couleur jaune avec bas de caisse bleu sont des wôrô-wôrô de Port-Bouet et Vridi. La commune du Plateau, le quartier d'affaires d'Abidjan, n'a pas de wôrô-wôrô et par conséquent seul le taxi-compteur y circule.

### Yamoussoukro
À Yamoussoukro, les taxis sont de couleurs blanches avec des bandes vertes et orange.

### Bouaké
Les taxis et les gbakas ont fait leur entrée dans le paysage urbain de Bouaké quelques années après la proclamation de l'Indépendance, en 1965. L'absence de transports collectifs conventionnels a permis à ces deux modes de transport d'assurer le déplacement des populations pendant plus de trois décennies avant l'arrivée des motos-taxis en 2002.

### Korhogo
À Korhogo, la capitale de la région du Poro, dans le nord de la Côte d’Ivoire, les taxis-villes sont en voie de disparition. Les motos-taxis et triporteurs leur mènent une rude concurrence, ce qui menace leur existence. En comparaison aux grandes villes de la Côte d'Ivoire, le transport urbain ne reflète pas l'image de la ville.

### Quelques autres villes du pays
Pratiquement dans toutes villes de la Côte d'Ivoire la question du transport urbain est une question majeure. c'est la raison qui a poussé de nombreux operateurs économiques à investir dans ce domaine. Notamment l'introduction des « Taxi-tricycles », qui sont des moyens de transport que nous trouvons dans la plupart des petites villes du pays, à l'instar de Boundiali, Méagui, Katiola et même dans certaines communes du grand Abidjan.